# Cartoon Network: Explosión de Puñetazos
Cartoon Network: Explosión de Puñetazos es un videojuego de lucha desarrollado por Papaya Studio y distribuido por Crave Entertainment en América y por Deep Silver en Europa para Nintendo 3DS. Tras su lanzamiento, una versión extendida para PlayStation 3, Xbox 360 y Wii salió meses después titulado Cartoon Network: Punch Time Explosion XL, si bien en España e Italia solo salió la versión de PlayStation 3 mediante PlayStation Store.

## Modo de juego
El modo de juego es un estilo similar al de la saga de videojuegos Super Smash Bros.: cuatro personajes (jugables o CPU) se mueven en un entorno tridimensional de desplazamiento lateral luchando entre sí para aumentar su porcentaje de daño, enviando al contrincante cada vez más lejos cuanto mayor sea el porcentaje al atacarle. Combinando los botones y las direcciones en el momento adecuado se pueden utilizar distintos ataques.
Durante el combate, los personajes deben recoger unos fragmentos de cristal para llenar una barra que permitirá ejecutar un Punch Time Explosion, un potente ataque parecido al Smash Final de Super Smash Bros. Brawl. Cada personaje tiene su propio Punch Time Explosion, algunos incluso llegan a tener guiños a un episodio de sus respectivas series. Por otra parte, la versión XL cuenta con los Ataques Sinérgicos, lo que permite a un luchador hacer una especie de Punch Time Explosion con la ayuda de un ayudante invocado, cada uno asignado a uno o varios luchadores.

### Contenido del juego
El juego cuenta con personajes y escenarios de once series diferentes de Cartoon Network. 18 personajes se presentan como luchadores (26 en XL), 19 como ayudantes con la posibilidad de invocar (17 en XL), y hay 21 escenarios diferentes (26 en XL). El juego incluye un modo historia para un solo jugador y un modo multijugador.
En el modo historia se escoge a un grupo de cuatro personajes sustituíbles a la hora de pelear. Además de peleas, el modo historia incluye una serie de minijuegos de diversos géneros como puzles entre otros. El modo historia dura alrededor de unas 6 horas. En el modo multijugador, se puede competir contra otros tres jugadores con un solo cartucho mediante la Descarga 3DS o con cuatro cartuchos.

### Personajes controlables
Los personajes están listados en orden alfabético.
- Nota: A pesar de que Aku, Him, Johnny y Kevin aparezcan en la versión de 3DS como ayudantes, solo se tendrá en cuenta su aparición como personaje controlable. El Fantasma del Espacio (de Fantasma del Espacio de Costa a Costa) aparece como el narrador del modo historia y anunciador de los encuentros. Al final este hace una referencia a su compañero Moltar.

| Luchador               | 3DS | PTE XL | Serie de origen                          |
| ---------------------- | --- | ------ | ---------------------------------------- |
| Aku                    | No  | Sí     | Samurai Jack                             |
| Ben                    | Sí  | Sí     | Ben 10: Ultimate Alien                   |
| Billy y Mandy          | Sí  | Sí     | The Grim Adventures of Billy & Mandy     |
| Burbuja                | Sí  | Sí     | The Powerpuff Girls                      |
| Bellota/Cactus         | Sí  | Sí     | The Powerpuff Girls                      |
| Calavera/Puro Hueso    | Sí  | Sí     | The Grim Adventures of Billy & Mandy     |
| Capitán Nudillos/Muñón | Sí  | Sí     | Las Maravillosas Desventuras de Flapjack |
| Capitán Planeta        | Sí  | Sí     | Capitán Planeta y los Planetarios        |
| Chowder y Kimchi       | Sí  | Sí     | Chowder                                  |
| Dexter                 | Sí  | Sí     | El Laboratorio de Dexter                 |
| El Joven Ben           | No  | Sí     | Ben 10                                   |
| Escocés                | No  | Sí     | Samurai Jack                             |
| Excusator              | No  | Sí     | Codename: Kids Next Door                 |
| Flapjack               | Sí  | Sí     | Las Maravillosas Desventuras de Flapjack |
| Him/El                 | No  | Sí     | The Powerpuff Girls                      |
| René Gado/Hoss Delgado | No  | Sí     | The Grim Adventures of Billy & Mandy     |
| Johnny                 | No  | Sí     | Johnny Bravo                             |
| Kevin                  | No  | Sí     | Ben 10: Ultimate Alien                   |
| Mac y Bloo             | Sí  | Sí     | Foster's Home for Imaginary Friends      |
| Mojo Jojo              | Sí  | Sí     | The Powerpuff Girls                      |
| Monkey/Mono            | Sí  | Sí     | El Laboratorio de Dexter                 |
| Número Uno             | Sí  | Sí     | Codename: Kids Next Door                 |
| Padre                  | Sí  | Sí     | Codename: Kids Next Door                 |
| Pétalo/Bombón          | Sí  | Sí     | The Powerpuff Girls                      |
| Samurai Jack           | Sí  | Sí     | Samurai Jack                             |
| Vilgax                 | Sí  | Sí     | Ben 10: Ultimate Alien                   |
| Total                  | 18  | 26     |                                          |

- Datos: Q2068604